# Trocherateina buckleyi
Trocherateina buckleyi là một loài bướm đêm trong họ Geometridae.